# Okręg wyborczy Leicester
Okręg wyborczy Leicester powstał w 1295 r. i wysyłał do angielskiej, a następnie brytyjskiej, Izby Gmin dwóch deputowanych. Okręg obejmował miasto Leicester. Został zlikwidowany w 1918 r.

## Deputowani do brytyjskiej Izby Gmin z okręgu Leicester

### Deputowani w latach 1295–1660
- 1584–1587: Thomas Johnson
- 1601: George Belgrave
- 1614: Henry Rich
- 1621–1622: Richard Morrison
- 1621–1622: William Herrick
- 1625: Thomas Jermyn
- 1640: Simon Every
- 1640–1644: Thomas Coke
- 1640–1653: Thomas Grey, lord Grey of Groby
- 1645–1653: Peter Temple
- 1654–1659: Arthur Haselrig
- 1654–1659: William Stanley
- 1659–1660: Peter Temple

### Deputowani w latach 1660–1918
- 1660–1661: Thomas Armeston
- 1660–1661: John Grey
- 1661–1679: William Hartopp
- 1661–1677: John Pretyman
- 1677–1685: John Grey
- 1679–1689: Henry Beaumont
- 1685–1690: Thomas Babington
- 1689–1695: Lawrence Carter
- 1690–1698: Edward Abney
- 1695–1698: Archdale Palmer
- 1698–1701: William Villiers
- 1698–1701: Lawrence Carter
- 1701–1719: James Winstanley
- 1701–1702: Lawrence Carter
- 1702–1737: George Beaumont
- 1719–1722: Thomas Noble
- 1722–1727: Lawrence Carter
- 1727–1727: Thomas Boothby-Skrymsher
- 1727–1766: George Wrighte
- 1737–1765: James Wigley
- 1765–1768: Anthony James Keck
- 1766–1768: John Darker
- 1768–1784: Booth Grey
- 1768–1774: Eyre Coote
- 1774–1784: John Darker
- 1784–1784: Shukburgh Ashby
- 1784–1790: John Macnamara
- 1784–1790: Charles Loraine-Smith
- 1790–1800: Thomas Parkyns
- 1790–1818: Samuel Smith
- 1800–1818: Thomas Babington
- 1818–1826: John Mansfield
- 1818–1826: Thomas Pares
- 1826–1831: Charles Abney-Hastings
- 1826–1830: Robert Otway-Cave
- 1830–1835: William Evans, wigowie
- 1831–1835: Wynne Ellis, wigowie
- 1835–1837: Edward Goulburn, Partia Konserwatywna
- 1835–1837: Thomas Galdstone, Partia Konserwatywna
- 1837–1839: Samuel Duckworth, wigowie
- 1837–1847: John Easthope, wigowie
- 1839–1847: Wynne Ellis, wigowie
- 1847–1848: Joshua Walmsley, wigowie
- 1847–1848: Richard Gardner, wigowie
- 1848–1852: J. Ellis, wigowie
- 1848–1852: R. Harris, wigowie
- 1848–1857: Joshua Walmsley, wigowie
- 1848–1856: Richard Gardner, wigowie
- 1856–1862: John Biggs, Partia Liberalna
- 1857–1859: John Dove Harris, wigowie
- 1859–1861: Joseph William Noble, Partia Liberalna
- 1861–1865: William Unwin Heygate, Partia Konserwatywna
- 1862–1884: Peter Alfred Taylor, Partia Liberalna
- 1865–1874: John Dove Harris, Partia Liberalna
- 1874–1892: Alexander McArthur, Partia Liberalna
- 1884–1894: James Allanson Picton, Partia Liberalna
- 1892–1894: James Whitehead, Partia Liberalna
- 1894–1906: Henry Broadhurst, Partia Liberalna
- 1894–1900: Walter Hazell, Partia Liberalna
- 1900–1906: John Rolleston, Partia Konserwatywna
- 1906–1918: Ramsay MacDonald, Partia Pracy
- 1906–1910: Franklin Thomasson, Partia Liberalna
- 1910–1913: Eliot Crawshay-Williams, Partia Liberalna
- 1913–1918: Gordon Hewart, Partia Liberalna